# Videoclub (banda)
Videoclub (estilitzat com a VIDEOCLUB) va ser un duo francès format a Nantes, França el 2018 per Adèle Castillon i Matthieu Reynaud.
Es van fer populars per la cançó "Amour Plastique", publicada el setembre del 2018, que va acumular més de 62 milions de visualitzacions a YouTube fins a l'abril del 2021. A més, es caracteritzaven per ser parella afectiva la major part del temps que el duo va estar en actiu.
Van publicar un total de 7 senzills, una col·laboració amb Natalia Lacunza i un àlbum d’estudi, "Euphories".
El 31 de març de 2021, el duo va anunciar la seva dissolució a causa de la separació de la parella.

## Discografia

### Àlbums d’estudi
| Títol | Detalls |           | |
| ----- | ------- | --------- | --- |
| Títol | Detalls | Euphories | - Llançament: 29 de gener de 2021 - Segell: Petit Lion Productions, Sony Music - Formats: CD, LP, casset, descàrrega digital |

### Senzills
| Títol                              | Any  |                   |      |
| ---------------------------------- | ---- | ----------------- | ---- |
| Títol                              | Any  | "Amour Plastique" | 2018 |
| "Roi"                              |      |                   | 2018 |
| "En nuit"                          | 2019 |                   |      |
| "What Are You so Afraid Of"        | 2019 |                   |      |
| "Mai"                              | 2019 |                   |      |
| "Enfance 80"                       | 2020 |                   |      |
| "Euphories"                        | 2020 |                   |      |
| "Enfance 80 (amb Natalia Lacunza)" | 2020 |                   |      |